# Provincia Bururi
Provincia Bururi este una dintre cele 17 unități administrativ-teritoriale de gradul I ale statului Burundi.